# Sint-Joriskerk (Reichenau-Oberzell)
De Sint-Joriskerk (Duits: St. Georg) is een laatkarolingisch en ottoons kerkgebouw in Oberzell op het eiland Reichenau. De kerk behoort met het hele kloostereiland tot het werelderfgoed van UNESCO.

## Geschiedenis

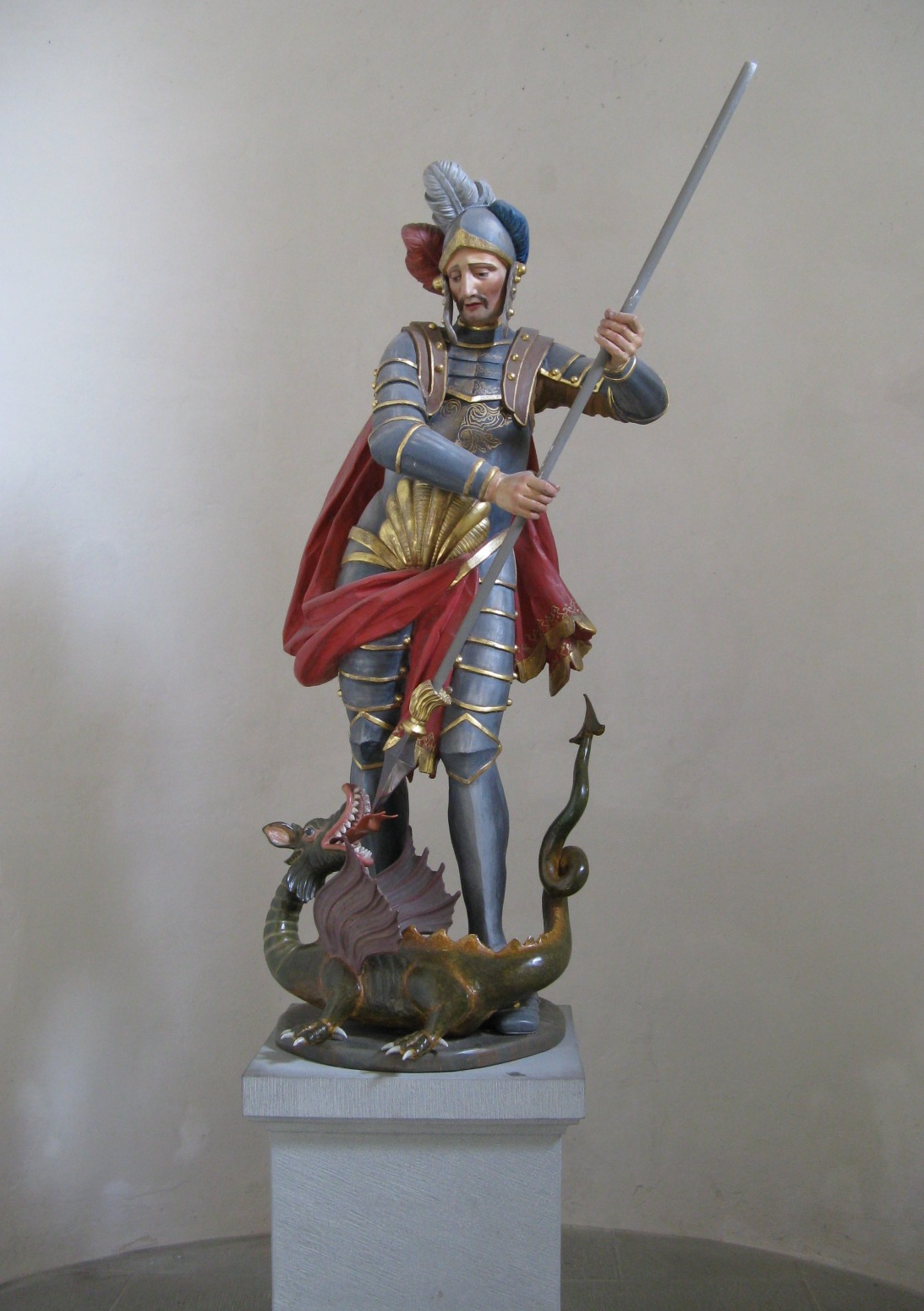
Beeld van de patroonheilige in de kerkl

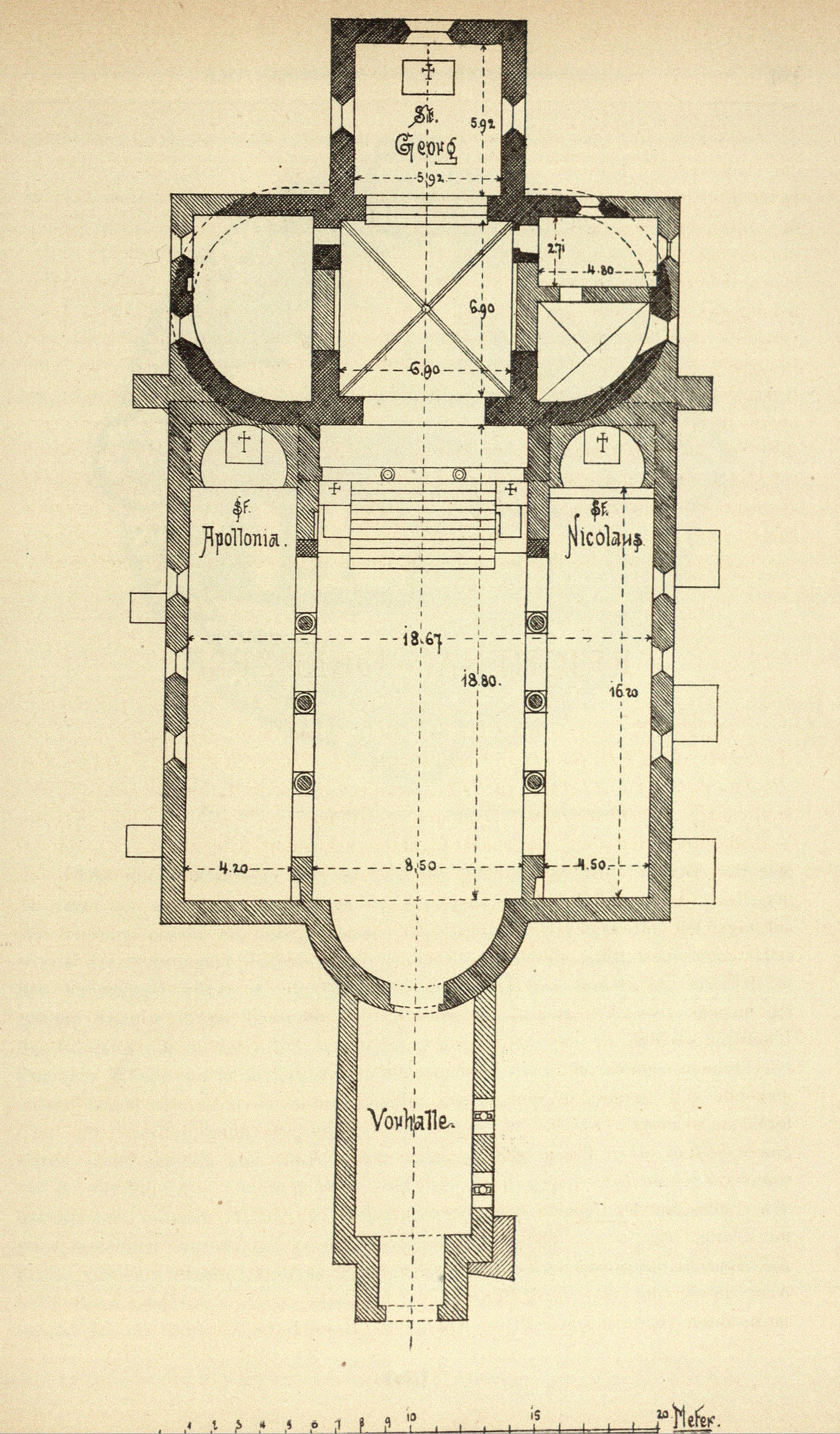
19e-eeuwse plattegrond van de kerk

In het jaar 896 kreeg de Mainzer aartsbisschop en abt van Reichenau Hatto III in Rome van paus Formosus relieken van de heilige Joris. Na zijn terugkomst in Oost-Francië verdeelde hij deze relieken en ook het klooster Reichenau, waarvan Hatto abt was, werd vereerd met relieken van Joris, waaronder een stuk van het hoofd van de martelaar.
De Joriskerk zou volgens een Reichenauer bewerking van het martelarenboek van Wandalbert van Prüm (* 813, † na 848) op een 18e november zijn ingewijd. Volgens de overlevering van de kroniekschrijver Galus Oehem bestond de kerk reeds in de tijd van abt Ruadhelm (838–842) en zou Haito (806-823) de stichter van de kerk geweest zijn. Onderzoek schrijft de bouw van de kerk echter unaniem aan Hatto III toe.
Het huidige kerkgebouw is een laatkarolingisch gebouw, dat rond 900 werd gebouwd en herhaaldelijk vergroot werd. De kerk behoort tot de oudste Joriskerken van Europa en heeft belangrijke muurschilderingen die deels uit de 10e/11e eeuw en deels uit de laatste jaren van de 9e eeuw stammen.
Aan de restauratie van de muurschilderingen in de jaren 1880 onder leding van bouwinspecteur Franz Bär nam ook de bouwinspecteur Ludwig Maier deel. Ludwig Maier stelde in 1883 voor de nieuwbouw van een katholieke kerk in Rittersbach voor een kopie van de Joriskerk te bouwen. Deze plannen werden in de jaren 1886 tot 1888 uitgevoerd.

## Beschrijving
De door Hatto gestichte preromaanse Joriskerk staat op een kleine heuvel op het oostelijke deel van het eiland. De drieschepige basiliek heeft lagere zijschepen, een vieringstoren en een rechthoekig aan de toren hoogoprijzend koor. De crypte onder het koor is een vierhoekige zaal met een altaar dat door vier zuilen wordt omgeven. Waarschijnlijk was het de bedoeling om in de crypte de relieken van Joris te bewaren. In dat geval moet de crypte al tijdens de bouw zijn ontstaan.
Van de rond 900 ontstane kerk bleven het huidige kerkschip met de zuilenrijen en de crypte bewaard. Met het oog op de heiligenverering werd destijds gekozen voor een voor die tijd bijzonder grootschalige bouw. De kerk bezat in plaats van de huidige rechthoekige afsluiting toen waarschijnlijk een koor met drie halfronde apsissen.
Rond het jaar 1000 werd aan de westelijke kant van het kerkschip een ronde apsis toegevoegd, mogelijk omdat men de Joris-relieken uit de crypte naar het westelijke deel van de kerk had verplaatst. Rond deze tijd zouden ook de fresco's ontstaan kunnen zijn. In het begin van de 11e eeuw ten slotte werd de lange lage voorhal en daarboven de Michaëlskapel toegevoegd. Tezelfdertijd werden de ronde apsissen van het dwarsschip verbouwd in rechthoekige afsluitingen.

## Fresco's

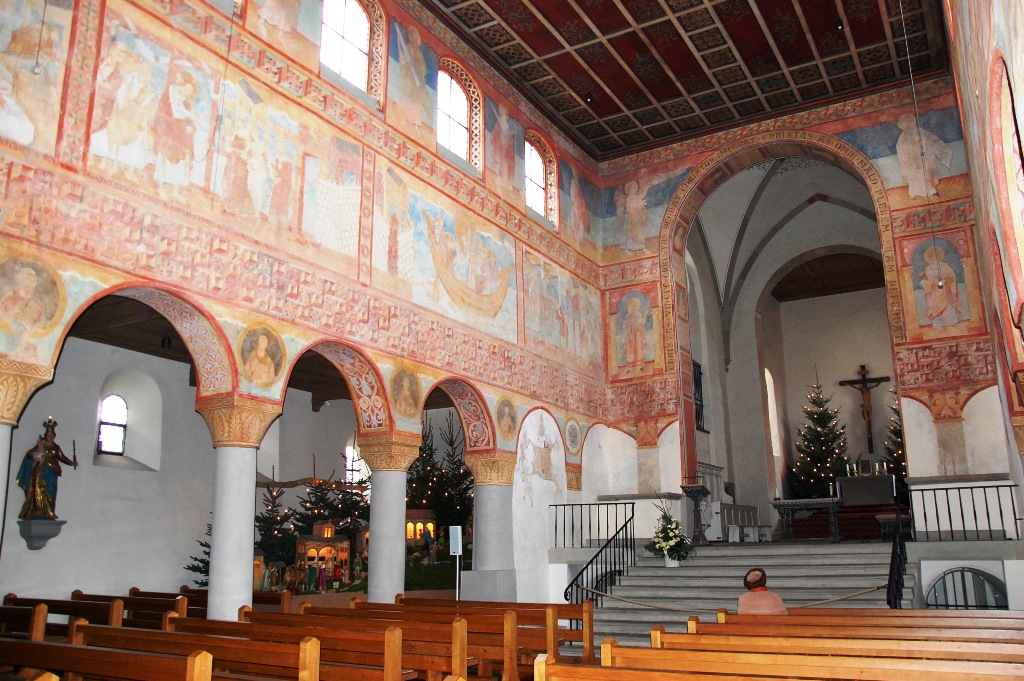
Noordelijke muur

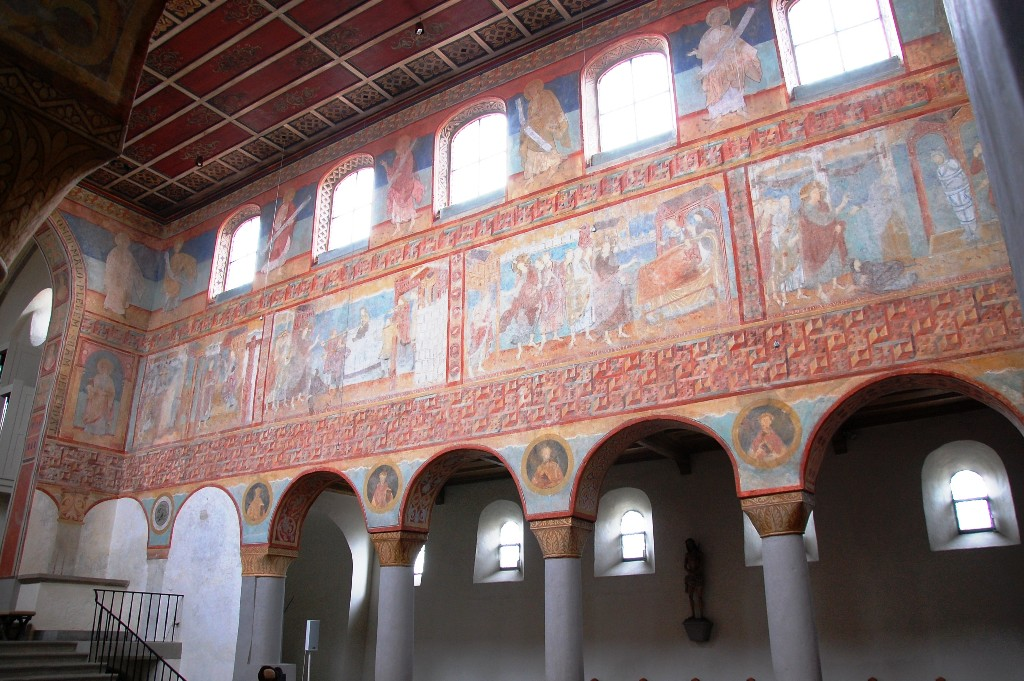
Zuidelijke muur

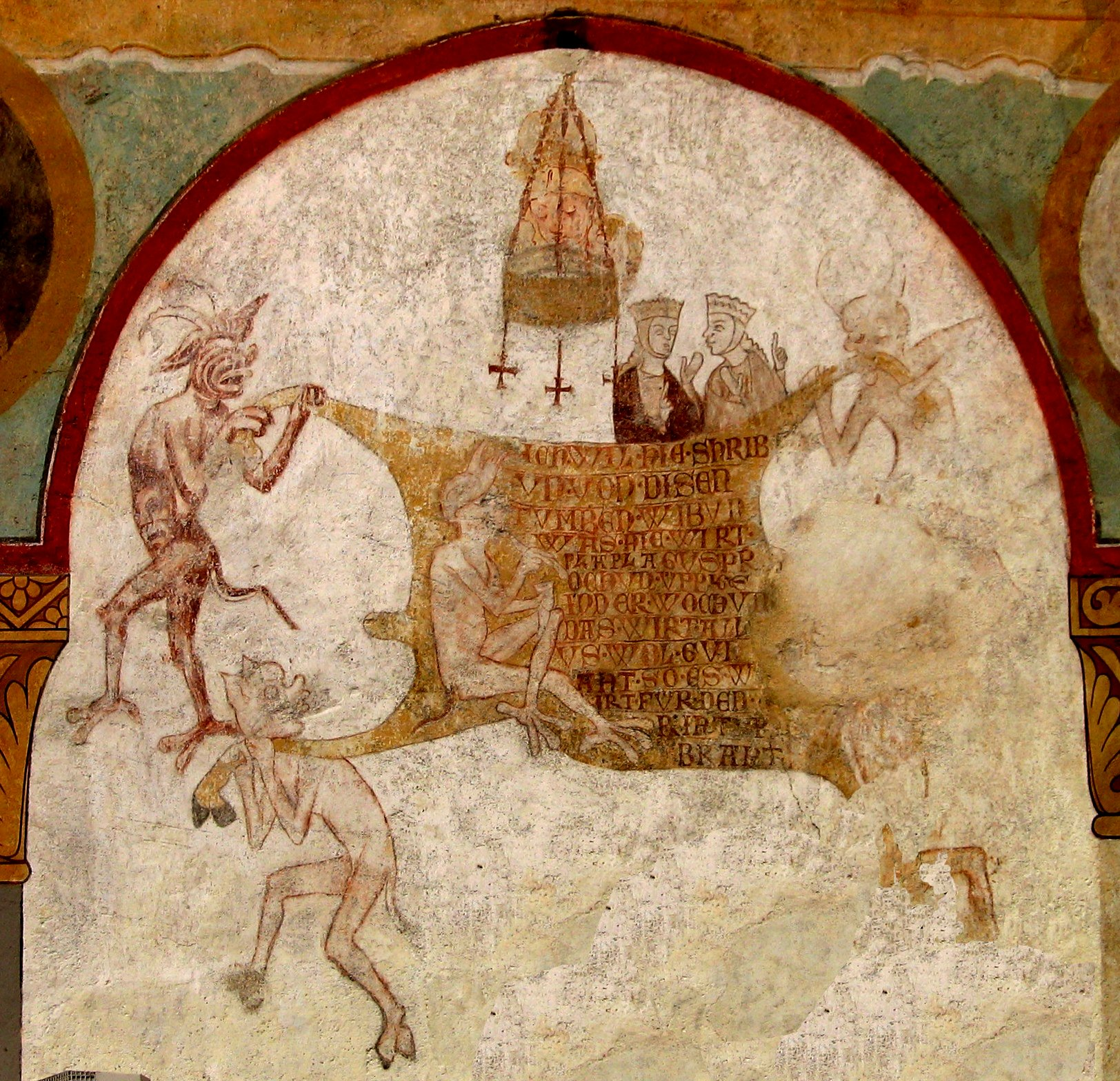
Gedicht over de dwaze maagden

De muurschilderingen van de noordelijke en zuidelijke muur van het kerkschip bleven gedurende de eeuwen goed bewaard. Centraal in deze 10e-eeuwse werken staan de scènes uit het leven van Jezus, zoals in de evangeliën beschreven. Jezus wordt voorgesteld als de reddingbrengende Christus, bovennatuurlijk en toch in de nabijheid van de mens.
Deze fresco's hebben betrekking op de door Christus verrichtte wonderen en stellen het volgende voor (1–4: noordelijke muur van het westen naar het oosten; 5–8: zuidelijke muur van het oosten naar het westen, dus met de klok mee):
- 1. Genezing van de bezetene van Gerasa
- 2. Genezing van een waterzuchtige op Sabbat
- 3. Het kalmeren van de storm op het meer van Galilea
- 4. Genezing van de blindgeborene
- 5. Genezing van de melaatse
- 6. Opwekking van de jongeling te Naïn
- 7. Opstanding van Jaïrus' dochter
- 8. Opwekking van Lazarus

Elke voorstelling wordt begeleid door een Latijnse tekst waarop het fresco betrekking heeft en omlijst door meanders en rijk versierde ornamentfriezen.
De voorstellingen hebben ook een geografische relatie: de wonderen aan de noordelijke muur, de kant van de Bodensee, hebben betrekking op water, terwijl de wonderen aan de zuidelijke muur, waar zich vermoedelijk het kerkhof bevond, met de opstanding van doen hebben.
De lichtbeuk wordt versierd met de twaalf apostelen als staande figuren. Tussen de arcades zijn tondi met borstbeelden van abten aangebracht.
Boven de koorboog staat de spreuk: CHRISTUS VINCIT CHRISTUS REGNAT CHRISTUS IMPERAT CHRISTUS AB OMNI MALO PLEBEM SUAM DEFENDAT (Christus overwint, Christus heerst, Christus gebiedt; Christus verdedigt Zijn volk tegen al het kwade).
Aan de noordelijke muur bleef naast de altaartrap een zeldzame "cartoon" uit de 14e eeuw bewaard, waar de draak wordt gestoken met het geklets van de dwaze maagden. Te zien zijn vier duivels die een geschreven gedicht op een koehuid in de rondte draaien. Het op koehuid geschreven gedicht luidt als volgt: Ich wil hie schribvn / von diesen tvmben wibvn / was hie wirt plapla gvsprochvn / vppigs in der wochvn / was wirt allvs wol gvdaht / so es wirt für den richtvr braht (Ik wil hier schrijven over deze domme vrouwen; hetgeen hier de hele week aan blabla wordt besproken, aan dat alles zal worden gedacht, als het voor de rechter wordt gebracht).
De huid waarop het gedicht staat wordt door vier duivels in de rondte gedraaid en illustreert zo woordelijk het kenmerk van roddel. Het fresco dat vanaf het altaar te zien is zou de priester er toe moeten hebben gemotiveerd om zich in de preek te onthouden "vrouwelijk geklets".
Nauw verwant met de cyclus in Oberzell zijn de fresco's in de Silvesterkapel (Sylvesterkapelle) bij Überlingen, die daar echter slechter bewaard bleven. De in 1886 gebouwde neoromaanse Sint-Joriskerk in Rittersbach is versierd met kopieën van de fresco's van Reichenau.

## Orgel
Het kerkorgel werd in 1985 door de orgelbouwer Mönch uit Überlingen gebouwd. Het instrument bezit 19 klinkende registers (en twee pedaaltransmissies) verdeeld over twee manualen en pedaal. Zowel de speel- als de registertracturen zijn mechanisch.

## Klokken
Het eiland Reichenau staat bekend als een van de vroegste plaatsen waar klokken in Duitsland werden gegoten. De grote klok wordt op zon- en feestdagen een half uur voor de dienst en tijdens de eucharistie geluid, tien minuten voor de aanvang van de mis luiden alle klokken. Voor de missen door de week luiden met uitzondering van de grote klok alle klokken. De klokken hangen in een houten klokkenstoel aan houten jukken.
| Nr. | Naam         | Gietjaar | Gieter, gietplaats              | Doorsnee (mm) | Gewicht (kg) | Slagtoon (Halve toon-1/16) |
| --- | ------------ | -------- | ------------------------------- | ------------- | ------------ | -------------------------- |
| 1   | St. Georg    | 1436     | Hans Schnabelburg, Sankt Gallen | 1.250         | 1.225        | fis1 +8                    |
| 2   | Maria        | 13. Jh.  | onbekend, Reichenau             | 850           | 380          | c2 +6                      |
| 3   |              | 13. Jh.  | onbekend, Reichenau             | 770           | 247          | d2 +8                      |
| 4   | Evangelisten | 13. Jh.  | onbekend, Reichenau             | 500           | 85           | cis3 +1                    |